# Lorena Bernal
Lorena Raquel Bernal Pascual (San Miguel de Tucumán, Argentina; 12 de maig de 1981), més coneguda com a Lorena Bernal, és una model, actriu i presentadora de televisió espanyola nascuda a l'Argentina que va guanyar el certamen de bellesa «Miss Espanya» el 1999.

## Biografia
De pares argentins, va néixer a la ciutat de San Miguel de Tucumán, al nord-oest de l'Argentina. Quan tenia un any d'edat, es va mudar amb els seus pares a Sant Sebastià.
Va estudiar a Donibane Lohitzune, França.
En 1999, amb 17 anys, va guanyar el certamen de bellesa femenina «Miss Espanya», celebrat en Jaén, presentant-se per Guipúscoa. No va competir en el certamen «Miss Univers» per ser menor d'edat i l'organització espanyola va decidir enviar-la a «Miss Món» on va quedar entre les 10è semifinalista.
Actualment està casada amb el futbolista espanyol Mikel Arteta, amb qui va contreure matrimoni el 17 de juliol de 2010. Amb ell té tres fills, Gabriel, nascut el 8 de juny de 2009, Daniel, nascut el 27 de juny de 2012 i Oliver, nascut el 2 de juny de 2015.

## Filmografia

### Cinema
| Any  | Títol                         | Paper           |
| ---- | ----------------------------- | --------------- |
| 2000 | Menos es más                  | Fé              |
| 2001 | Mendigares                    | Lorena          |
| 2005 | Kibris: La ley del equilibrio | Betty           |
| 2006 | Propósitos perversos          | -               |
| 2006 | The Deal                      | Natalia         |
| 2008 | Stilletto                     | Mujer de Héctor |
| 2008 | Clean Break                   | Eva             |
| 2017 | Dreams 1997                   | Rachael         |
| 2017 | Tango Late                    | Dalia           |
| 2017 | Gardel                        | Muguet          |

### Televisió
| Any         | Títol                | Personatge       | Notes        |
| ----------- | -------------------- | ---------------- | ------------ |
| 1999        | El señorío de Larrea | -                | 1 episodi    |
| 2001        | El secreto           | Virginia Serrano | 191 episodis |
| 2001 - 2003 | Paraíso              | Victoria         | 22 episodis  |
| 2002        | ¡Ala... Dina!        | Ana              | 9 episodis   |
| 2003 - 2004 | Luna negra           | Lucía Quintana   | 113 episodis |
| 2004        | ¿Se puede?           | Carolina         | 2 episodis   |
| 2004        | La sopa boba         | Lorena           | 3 episodis   |
| 2005        | Aída                 | Nieves           | 1 episodi    |
| 2005        | El pasado es mañana  | -                | 1 episodi    |
| 2006        | El comisario         | Cristina         | 1 episodi    |
| 2007        | Chuck                | Malena           | 1 episodi    |
| 2007        | See Jayne Run        | Daniela          | 1 episodi    |
| 2007        | CSI: Miami           | Mia Fernández    | 1 episodi    |

### Àltres aparicions a televisió
- Animalada total (1999), a ETB.
- Únicas (1999), a Antena 3.
- The First Night (2000) (invitada, 31 programes), a ETB.
- Pasapalabra (2000-2011) (invitada, en diverses ocasions), a Telecinco.
- The Arthur Show (2001) (invitada, 13 programas), a ETB.
- Grand Prix (2001-2005) (invitada), a La 1.
- Tu cara me suena (2013) (invitada, 1 programa), a Antena 3.
- Destinos de pel·lícula (2016) (invitada, 1 programa), a La 1.

### Publicitats
- Lois - 1996
- Freixenet - 1999
- Oro vivo - 1999
- Pepe Jeans London - 1999
- Prohibida, videoclip del cantant Raúl - 2000.
- Jesús Paredes - 2000
- Nivea - 2002
- Campofrío - 2004, telepromoció de TVE.
- Dister - 2004 i 2005
- Pantene pro v - 2005
- Joyca - 2005
- Oral B - 2006
- Depitotal - 2006
- Herbal Essence - 2010
- Eguzki Lore - 2011